# Pocé-les-Bois
Pocé-les-Bois (en bretó Pozieg, en gal·ló Pozieg) és un municipi francès, situat a la regió de Bretanya, al departament d'Ille i Vilaine. L'any 2006 tenia 1.028 habitants.

## Demografia
| 1962                                       | 1968 | 1975 | 1982 | 1990 | 1999 |
| ------------------------------------------ | ---- | ---- | ---- | ---- | ---- |
| 474                                        | 478  | 553  | 637  | 729  | 971  |
| Des de 1962: població sense dobles comptes |      |      |      |      |      |

## Administració
| Període   | Identitat    | Partit |
| --------- | ------------ | ------ |
| 1971-1989 | Jean Gardan  |        |
| 1989-2001 | Jean Bordais |        |
| 2001-2008 | Maurice Doré |        |
| 2008-     | René Fevrier |        |